# Solanderia ericopsis
Solanderia ericopsis is een hydroïdpoliep uit de familie Solanderiidae. De poliep komt uit het geslacht Solanderia. Solanderia ericopsis werd in 1873 voor het eerst wetenschappelijk beschreven door Carter. 